# Palazzo Canigiani
Il Palazzo Canigiani-Bardi-Larioni è un edificio storico del centro di Firenze, situato in via de' Bardi 28-30-32, nel quartiere Oltrarno. In facciata si possono distinguere i due nuclei principali dell'edificio: a sinistra il palazzo Larioni de' Bardi (30-32) e a destra quello Canigiani (28). 
Il palazzo appare nell'elenco redatto nel 1901 dalla Direzione Generale delle Antichità e Belle Arti, quale edificio monumentale da considerare patrimonio artistico nazionale, ed è tutelato da vincolo architettonico dal 1913.

## Storia

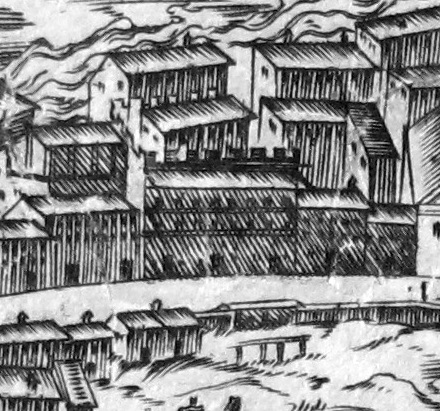
Il palazzo nella pianta del Buonsignori (1584-1594)

In questa zona erano nel Trecento varie proprietà della famiglia Bardi, senz'altro la più potente d'Oltrarno e con molti immobili dislocati proprio lungo borgo Pidiglioso, oggi via de' Bardi. Nel 1452 un ramo della famiglia, per poter accedere alle pubbliche cariche della Repubblica Fiorentina, si fece di popolo con il nome di Larioni (o Ilarioni): la dichiarazione di Lorenzo di Ilarione Larioni del 1458 attesta qui il possesso di una "chasa ovvero palagio" e di altri locali annessi, anche questi ultimi nel perimetro dell'attuale palazzo. A seguito della bancarotta della famiglia la proprietà fu venduta nel 1469 a Giovanni di Antonio Canigiani (membro di una famiglia ugualmente ben radicata in questa strada nel tratto prossimo a Ponte Vecchio) per il prezzo decisamente elevato di 6247 fiorini, a indicare come tra i beni fosse compreso un palazzo di notevole importanza, molto probabilmente già rinnovato nel suo aspetto, dato che negli anni successivi i documenti tacciono su nuovi lavori alla fabbrica. 
La porzione al n. civico 28 sorge in parte su alcune case acquistate dai Canigiani nel Quattrocento, in parte su quello che fu l'antico ospedale della chiesa di Santa Lucia dei Magnoli, eretto nel 1283 e già della Compagnia Maggiore della Vergine Maria, e in parte sul transetto sinistro della stessa chiesa. 
Tra il 1819 e il 1838 Tommaso Giugni, che aveva sposato l'ultima erede dei Canigiani, intervenne con un impegnativo cantiere sulla fabbrica, per quanto riguarda l'esterno adeguandolo allo stile della precedente in modo da determinare sul fronte della strada l'evidenza dell'unica proprietà, per quanto riguarda gli interni della parte destra, assecondando invece le novità del tempo e facendone un esempio di pieno gusto neoclassico, decisamente raro a Firenze e di notevole rilievo per la perfetta integrazione tra elementi architettonici e decorazioni murali (in particolare all'ultimo piano). Il ballatoio a colonne al primo piano fu forse eseguito su disegni dello stesso Tommaso Giugni. 

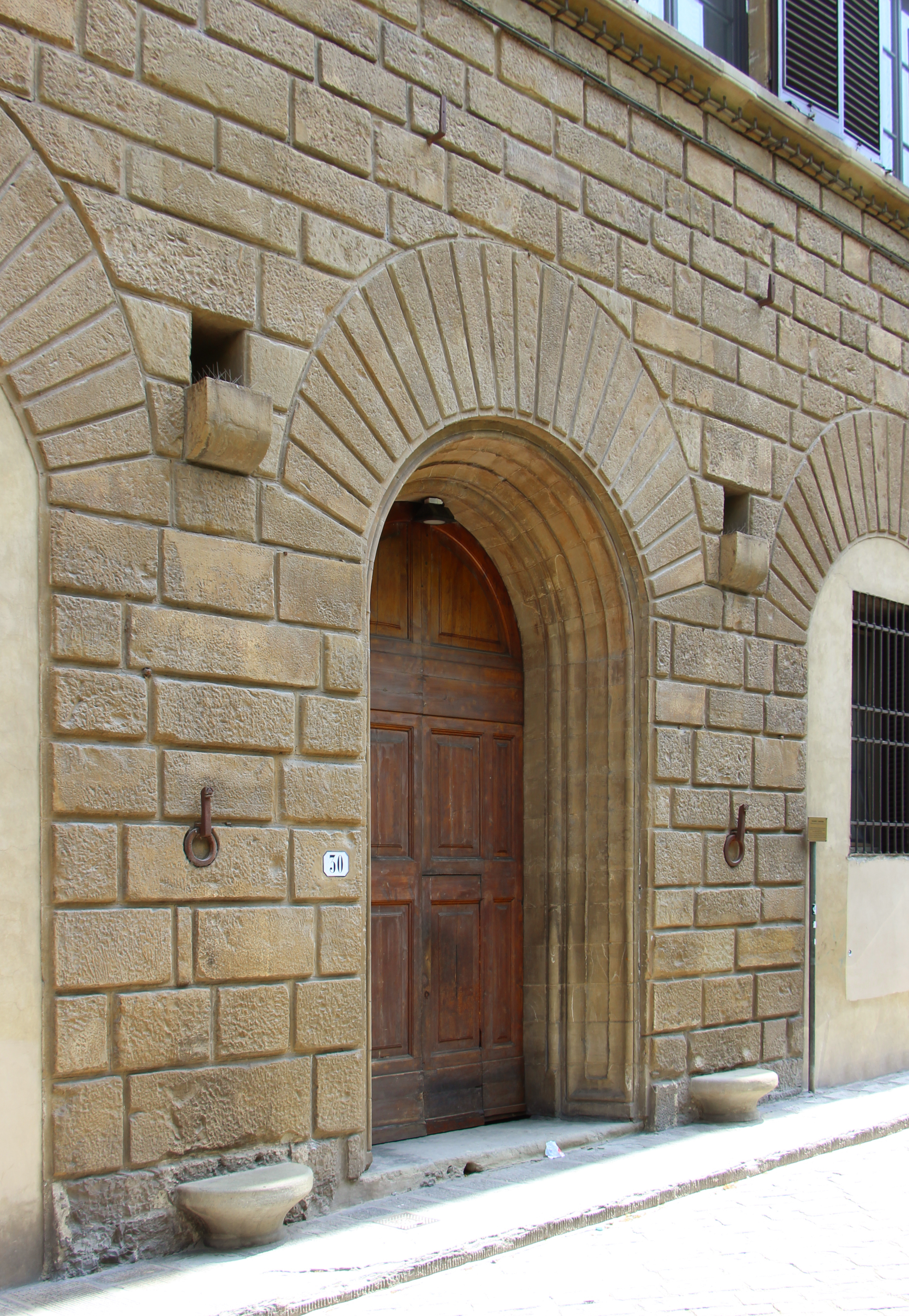
Portale al n. 30

Nel 1922 il palazzo passò ai Capponi. Nonostante la sua imponenza, nell'Ottocento il palazzo fu essenzialmente citato, sulla scorta delle notizie pubblicate da Marco Lastri, in relazione al fatto che della famiglia Canigiani era la madre di Francesco Petrarca, tacendo sugli aspetti architettonici, in alcuni casi indicati come assolutamente privi di pregio. Alla stessa stregua è da considerare la fortuna del palazzo dovuta al fatto che George Eliot immaginò qui la casa di Romola, nel fortunato romanzo omonimo. 
Il primo a mostrare un certo interesse per le vicende architettoniche del palazzo, essenzialmente in relazione al "bel cortile di carattere della fine del XIV secolo" sembra essere stato Guido Carocci nelle pagine del suo Illustratore fiorentino del 1905, seppure sulla scorta delle annotazioni di von Stegmann e di von Fabriczy. Limburger, poco dopo (1910), ipotizzò per i lavori precedenti all'acquisto dei Canigiani l'intervento di Filippo Brunelleschi oppure di un allievo di Michelozzo. Mario Bucci (1973) e più recentemente Miranda Ferrara (1984) hanno fatto esplicito riferimento allo stesso Michelozzo di Bartolomeo. 
Per quanto riguarda le vicende conservative del Novecento si segnala il restauro con ampie integrazioni dello stemma dipinto in facciata nel 1911 e quindi, nel 1935, il restauro dell'intero fronte, con la prescrizione da parte delle Soprintendenza "di portare a luce il filaretto della torre dei Sassolini". A partire dal 1988, si è intervenuti nuovamente su tutti i prospetti, esterni e interni, in più interventi distribuiti nel tempo, a partire dalla facciata sul lungarno, per terminare con il fronte su via de' Bardi. 
Il palazzo, che si estende al numero civico adiacente, fu ristrutturato nel 1838 dal marchese Tommaso Canigiani-de' Cerchi. Sulla facciata si vedono ancora le due armi di questa famiglia: mezza luna celeste, sormontata da rastro in campo d'argento. Ai Canigiani apparteneva anche una loggia, ora scomparsa, che era di fronte al palazzo, dove si trova un'altra arme di questa famiglia.
Presso l'accesso alle cantine accanto al 24 rosso, aveva sede negli anni 1980 un locale in cui si sono formati i Litfiba e dal quale hanno scelto il loro nome "Lit" (l'Italia) "Fi" (Firenze) "Ba" (via dei Bardi). Segnalato oltre che da alcuni graffiti, nel 2022 il luogo è stato valorizzato da un pannello informativo a cura del Musart Festival.

## Descrizione

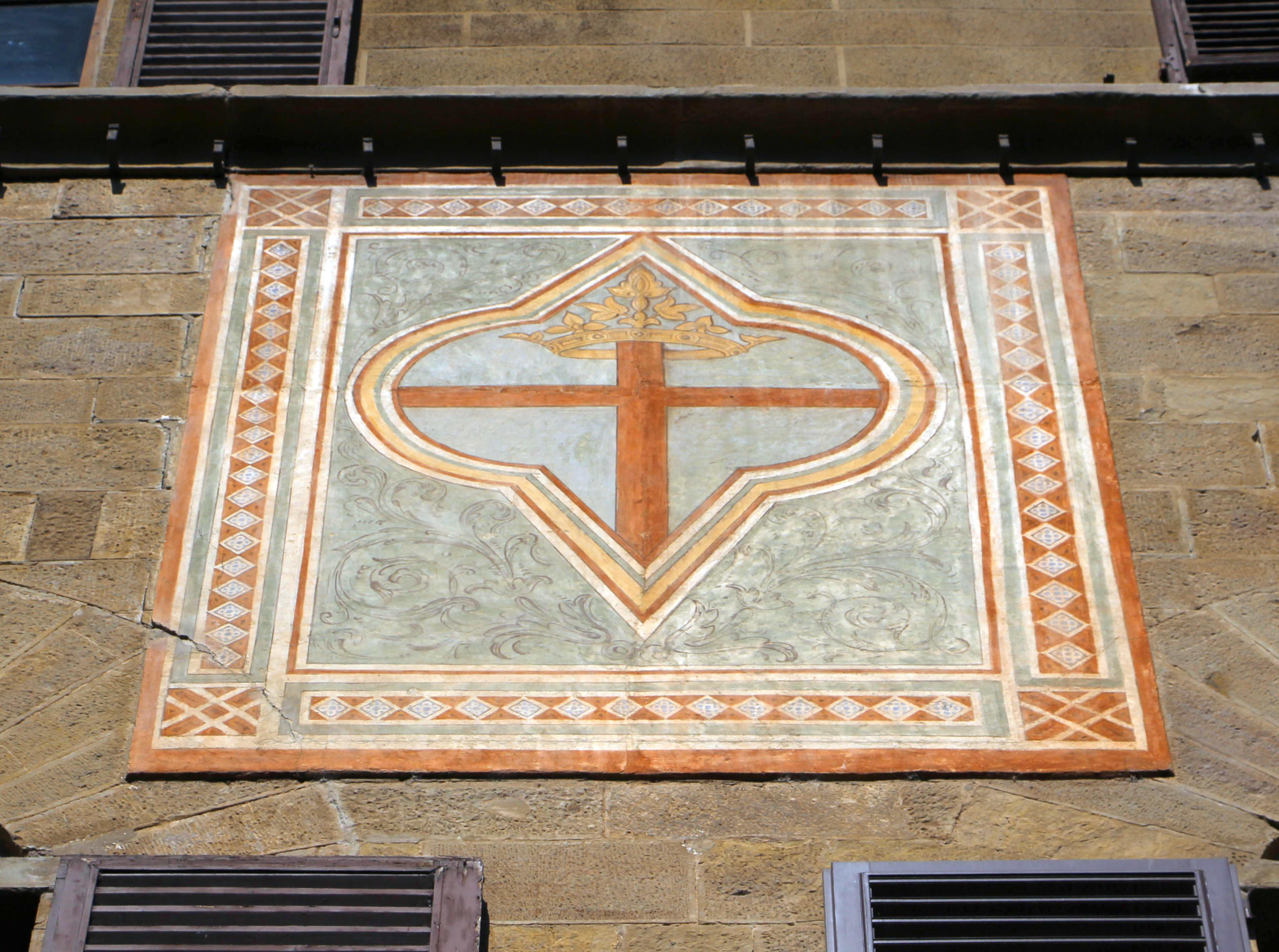
La croce del Popolo in facciata

Il palazzo è uno dei primissimi esempi a Firenze dell'evoluzione dei palazzi signorili verso forme più ampie, con la facciata sviluppata in orizzontale piuttosto che in verticale (come a palazzo Spini-Feroni o a Palazzo Davanzati). Sicuramente ebbe peso anche la localizzazione del palazzo, edificato in una zona più periferica, prossima all'ultima cinta muraria, dove il terreno a disposizione era sicuramente più ampio che nel tessuto cittadino alto-medievale dell'altra sponda dell'Arno.
Sulla datazione del palazzo attuale la critica si è a lungo interrogata, ponendo la ristrutturazione ora negli anni dei Larioni tra il 1458 e il 1465, ora successivamente all'acquisto dei Canigiani. Certo è che tali lavori inglobarono preesistenze trecentesche, come ancora è evidente guardando la facciata del palazzo, dove un portone di carattere quattrocentesco convive con un prospetto ancora sostanzialmente medievale. 
Ai lati del fronte dei civici 30-32, per quanto consunti, sono ancora due scudi con l'arme dei Larioni (troncato cuneato). L'arme del popolo dipinta sulla facciata a sinistra, a forma di piccolo arazzo, vi fu posta dalla stessa famiglia quando questa rifiutò il nome dei Bardi e si fece di popolo. In corrispondenza dell'ingresso al n. 28 è una memoria, posta nel 1996, che segnala come qui abbia vissuto e sia morto nel 1994 il grande storico dell'arte inglese sir John Pope-Hennessy. 

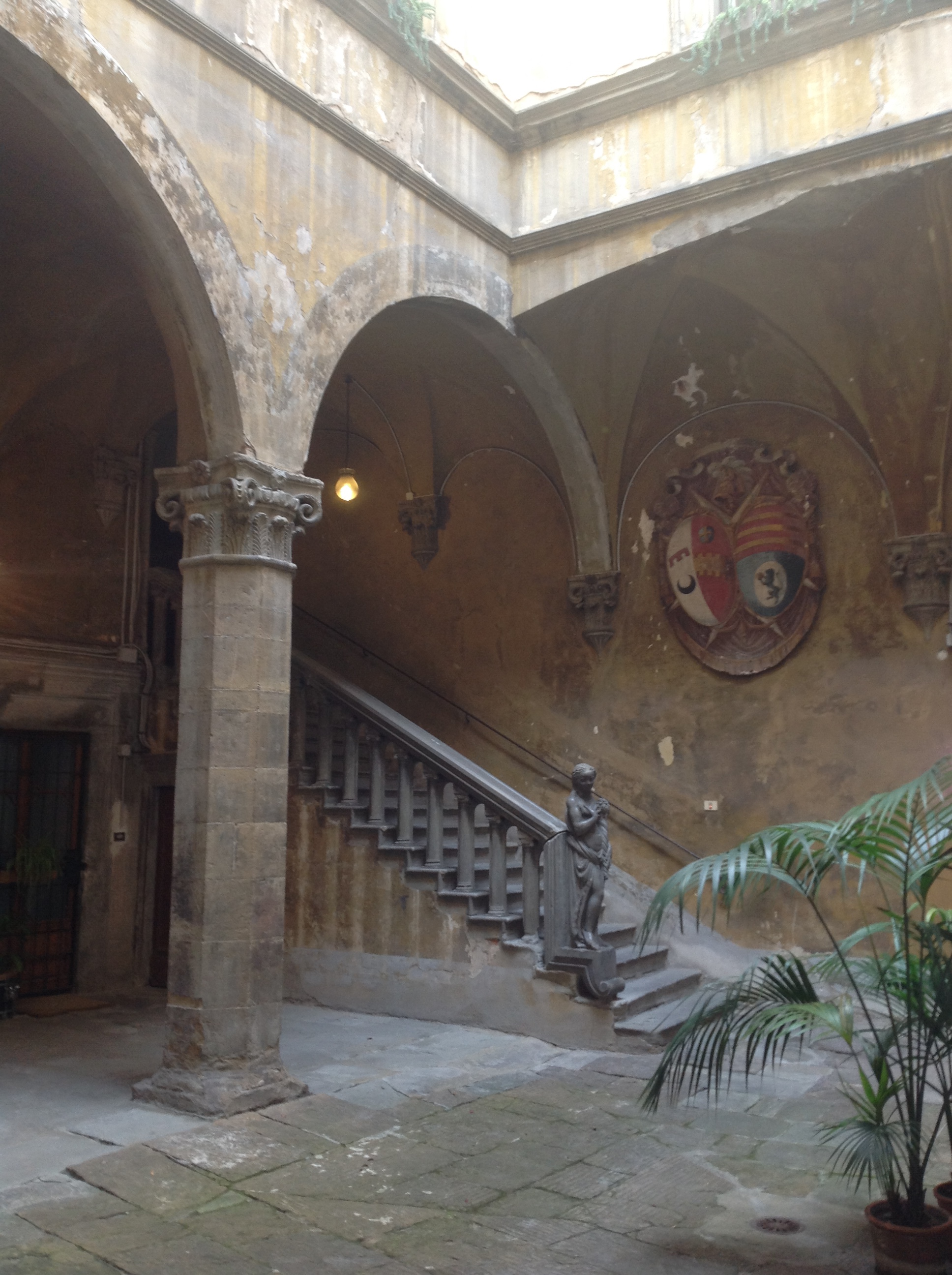
Il cortile interno

La compresenza di elementi appartenenti agli stili gotico e rinascimentale è anche evidente nel cortile (ed è proprio questa armoniosa convivenza che genera la singolarità e il fascino dello spazio), dove è un loggiato, ora chiuso, i cui archi a tutto sesto si elevano su pilastri ottagonali con capitelli a facce semicircolari che dovrebbero essere datati al Trecento o tutt'al più ai primi decenni del Quattrocento. Sul lato di fronte un altro loggiato ha invece due archi che poggiano "su di un pilastro ottagonale con un grandioso capitello corinzio; anche le volte poggiano su peducci corinzi; sulla destra è una magnifica scala del secolo XV di gusto, nei particolari, goticheggiante (come del resto la rimanente architettura); all'inizio della balaustra è una statua di forme michelozziane. Sul fondo della stessa parete è una architettura di pozzo databile tra la fine del XV e l'inizio del XVI secolo". completano l'insieme le finestre bifore, la scala esterna con balaustra a colonnette ioniche, di gusto goticheggiante e un piccolo tabernacolo contenente una terracotta di Giovanni Della Robbia con la Vergine, Gesù Bambino e san Giovannino.
L'inglobamento del transetto della vicina chiesa incluse nella residenza anche la cosiddetta 'corte di san Francesco', arricchita da un affresco seicentesco raffigurante l'Incontro tra san Domenico e san Francesco, episodio secondo la tradizione avvenuto proprio nell'ospedale di Santa Lucia dei Magnoli. 
Di pertinenza del palazzo è anche il giardino che si estende sulla costa di fronte, sul cui muro di cinta è una memoria che ricorda le case che più volte vi rovinarono tra Trecento e Cinquecento, seguita da un'ordinanza del 1565 di Cosimo I con la proibizione di qualsiasi nuova fondazione. Un ulteriore giardino arricchisce i due palazzi dal lato del lungarno, a lungo considerato fronte secondario delle fabbriche costruite lungo la via, e che ancora bene mostra nei differenti blocchi costruttivi i vari elementi di cui è costituita la fabbrica (l'originaria casa dei Larioni poi Canigiani e le altre fabbriche riconducibili all'ospizio di Santa Lucia).

### La casa Canigiani
Chiusa tra i due grandi palazzi (e con ogni probabilità sorto a saturare lo spazio che originariamente divideva le fabbriche), la casa al n. 34 della via non ha avuto particolare notorietà e non è stato oggetto di studi specifici. Secondo il decreto che lo ha sottoposto a vincolo architettonico si tratta di un "notevole edificio le cui origini si possono far risalire almeno al XV secolo (tranne nella zona del piano terreno). Importante l'ingresso a volte su peducci ionici. La facciata ha subito una dignitosa trasformazione nel secolo XVIII e, per l'ultimo piano, nel XIX. Sul lungarno Torrigiani pittoresco è l'affacciamento su di una corte giardino. Si tratta di una dipendenza dei due palazzi Capponi che lo fiancheggiano". Lavori di restauro alla copertura e alla facciata sul lungarno Torrigiani sono stati effettuati nel 2002-2003, mentre dal 2007 sono interessati i vani interni della porzione che guarda a via de' Bardi.

## Bibliografia

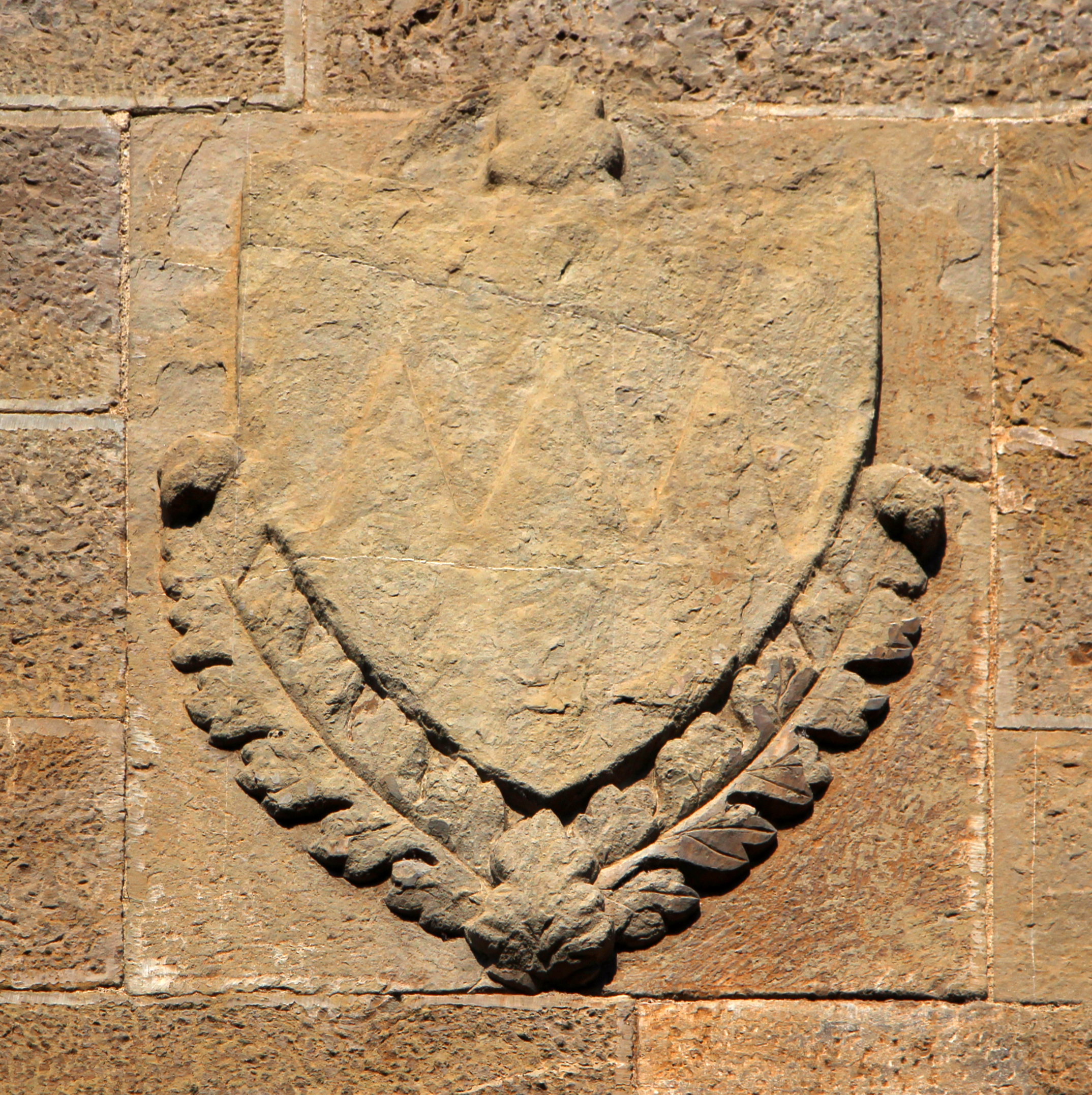
Stemma Larioni